# Oneix
Pour les articles homonymes, voir Oneix.
Oneix est une ancienne commune française du département des Pyrénées-Atlantiques. Le 27 août 1846, la commune fusionne avec Amendeuix pour former la nouvelle commune d'Amendeuix-Oneix.

## Géographie
Le village fait partie du pays de Mixe dans la province basque de Basse-Navarre.

## Toponymie
Son nom basque est Onaso (ou Onazo). Jean-Baptiste Orpustan indique qu'Oneix signifie 'lieu où abondent les hauteurs'.
Le toponyme Oneix apparaît sous les formes 
Sanctus Petrus de Onas (1160), 
Onnaçu (1249), 
Oneyx (1316), 
Honeis (1350), 
Onasso (1394), 
Oneys (1413), 
Onex (1472, notaires de Labastide-Villefranche), 
Onecx (1513, titres de Pampelune), 
Oniz (1621, Martin Biscay) et 
Oneis (1793 ou an II).

## Démographie
En 1350, 9 feux sont signalés à Oneix.
Le recensement à caractère fiscal de 1412-1413, réalisé sur ordre de Charles III de Navarre, comparé à celui de 1551 des hommes et des armes qui sont dans le présent royaume de Navarre d'en deçà les ports, révèle une démographie en forte croissance. Le premier indique à Oneix la présence de 8 feux, le second de 17 feux (14 + 3 feux secondaires).
Le recensement de la population de Basse-Navarre de 1695 dénombre 20 feux.
| 1793 | 1800 | 1806 | 1821 | 1831 | 1836 | 1841 |
| ---- | ---- | ---- | ---- | ---- | ---- | ---- |
| 124  | 134  | 143  | 123  | 147  | 137  | 143  |

## Culture et patrimoine

### Patrimoine religieux
L'église Saint-Pierre date de 1787.

## Pour approfondir